# 觀音坑
觀音坑，是台灣新北市五股區的一個傳統地域名稱，位於該區北部，範圍大致包括觀音里、集賢里南部。

## 歷史
台灣清治末期至日治前期，觀音坑地區為一街庄，稱為「觀音坑庄」，隸屬於八里坌堡。該庄西北與小八里坌庄為鄰，東北與大八里坌庄為鄰，東與成仔藔庄為鄰，南邊為洲仔庄，西南邊為五股坑庄。
1920年（日治大正九年），該庄改制為「觀音坑」大字，隸屬於臺北州新莊郡五股庄，大字下有「中坑」、「崩山」、「內岩」、「坑口」、「直坑」、「田子埔」、「福隆山」小字名。戰後五股庄改制為五股鄉，隸屬於臺北縣，大字亦改制為村。2010年12月臺北縣改制為新北市，五股鄉改制為五股區，村改制為里。

## 交通
省道台64線即東西向快速公路八里新店線，有經過觀音坑地區南部，並設有「觀音山交流道」。

## 廟宇
- 開山凌雲寺
- 凌雲禪寺

## 公共設施
- 北海岸及觀音山國家風景區觀音山遊客中心